# Niederdorfelden
Niederdorfelden è un comune tedesco di 4 034 abitanti situato nel land dell'Assia.